# Synchaeta rufina
Synchaeta rufina är en hjuldjursart som beskrevs av Ludmila A. Kutikova och Vasilieva 1982. Synchaeta rufina ingår i släktet Synchaeta och familjen Synchaetidae. Inga underarter finns listade i Catalogue of Life.